# Liste der Kulturdenkmäler in Grenderich
In der Liste der Kulturdenkmäler in Grenderich sind alle Kulturdenkmäler der rheinland-pfälzischen Ortsgemeinde Grenderich aufgeführt. Grundlage ist die Denkmalliste des Landes Rheinland-Pfalz (Stand: 21. September 2023).

## Einzeldenkmäler
| Bezeichnung                     | Lage                                  | Baujahr         | Beschreibung                                                | Bild            |
| ------------------------------- | ------------------------------------- | --------------- | ----------------------------------------------------------- | --------------- |
| Friedhofskreuz                  | Friedhofstraße, auf dem Friedhof Lage | 1860            | Friedhofskreuz, bezeichnet 1860                             | BW              |
| Katholische Kirche St. Matthias | Hauptstraße Lage                      | 1870/72         | neugotische Halle, 1870/72; neuzeitlicher Kampanile         | Fotos hochladen |
| Quereinhaus                     | Hauptstraße 34 Lage                   | 19. Jahrhundert | Quereinhaus; Fachwerkbau, teilweise massiv, 19. Jahrhundert | BW              |